# 二枚蹴り
二枚蹴り（にまいげり）とは、相撲の決まり手の一つである。相手を吊りながら、足の裏で相手の足の外側を蹴り、蹴った足のほうに倒す技。柔道の支釣込足に相当する。講道館機関誌『柔道』で玉嶺生は、出足払、払釣込足、小外刈、送足払も二枚蹴りで通るとしている。
二枚とは、膝から足首までの外側のことである。昔は横綱栃錦が得意としたほか、69連勝以前の双葉山もこの技を見せた。玉嶺生は笠置山が釣込足スタイルが十八番だったとしている。
- 1970年3月場所10日目、軽量の前頭筆頭藤ノ川が巨漢の小結髙見山を二枚蹴りで横転させた一番。

滅多に見られない非常に珍しい決まり手で、幕内では1972年5月場所11日目に前頭11枚目羽黒岩が同二枚目二子岳に、1998年1月場所14日目に、前頭11枚目琴龍が同7枚目敷島（後の浦風）に決めて以来しばらく出ず、2007年3月場所7日目、小結時天空が大関琴欧洲に仕掛けるも、決まり手は下手投げになったこともあったが、2011年5月技量審査場所12日目、13年ぶりに前頭13枚目時天空が同8枚目翔天狼に対して決めた。その後は時天空が二枚蹴りをはじめとする足技の名手となったことから度々二枚蹴りが見られるようになり、2014年1月場所9日目、前頭13枚目時天空が同11枚目翔天狼に決めた。直近では2024年1月場所13日目、大関霧島が大関豊昇龍に決めている。